# واکنش آنجلی–ریمینی
واکنش آنجلی–ریمینی(به انگلیسی: Angeli–Rimini reaction) یک واکنش شیمیایی در شیمی آلی است که طی آن یک آلدهید با ان-هیدروکسی بنزین سولفونامید که یک سولفونامید است واکنش داده و یک هیدروکسامیک اسید و یک سولفینیک اسید ایجاد می‌کند. این واکنش در محیط بازی انجام می‌گیرد. این واکنش در سال ۱۸۹۶ توسط دو شیمیدان ایتالیایی به نام‌های ریمینی و آنجلی کشف شد.